# Джон Фредерік Кенсетт
Джон Фредерік Кенсетт (англ. John Frederick Kensett; 1816—1872) — американський художник і гравер. Учасник школи річки Гудзон.

## Біографія
Народився 22 березня 1816 року в містечку Чешир штату Коннектикут в сім'ї емігрантів. Закінчив школу в чеширской академії. Потім вивчав мистецтво гравірування зі своїм батьком Томасом Кенсеттом, а пізніше — зі своїм дядьком Альфредом Дєггета. Працював гравером в Нью-Хейвені до 1838 року, після чого переїхав до Нью-Йорк на роботу в якості гравіровщіка для банкнот.
У 1840 році, разом з Ашер Дюраном і Джоном Касілером, Кенсетт відвідав Європу, щоб навчитися живопису. Там він зустрівся і подорожував по європейських країнах разом з Бенджаміном Чемпні. Протягом перебування в Європі Кенсетт вивчав і розвивав своє розуміння голландської пейзажного живопису XVII століття. У 1847 році разом з Чемпні вони повернулися в США.
У Нью-Йорку він створив власну студію і переїхав жити до цього міста. Багато подорожував по Америці і здійснив кілька поїздок до Європи.
У 1872 році Кенсетт захворів на пневмонію і помер від серцевої недостатності в своїй Нью-Йоркській студії 14 грудня.
Кенсет був відомим і успішним у фінансовому плані художником. Він був щедрий в підтримці мистецтва та інших художників. Був дійсним членом Національної академії дизайну, засновником і президентом Фонду підтримки художників, а також засновником і опікуном Метрополітен-музею.
Перша повна біографія і дослідження творчості художника були написані американкою Еллен Джонсон (1910—1982) в 1957 році.

## Деякі роботи

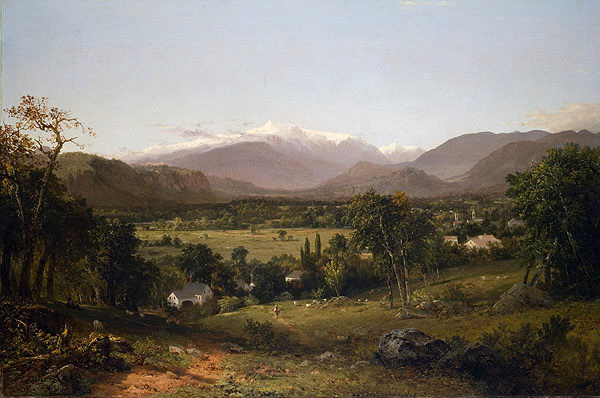
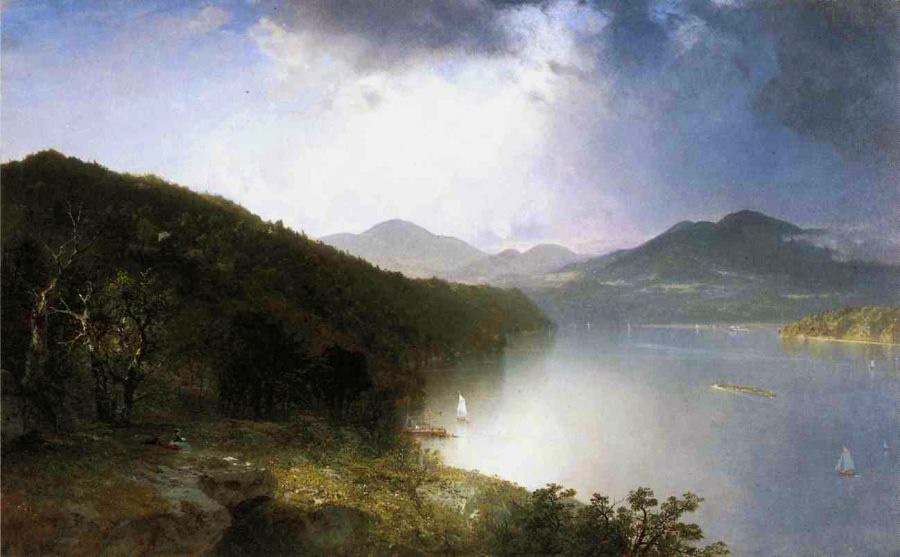
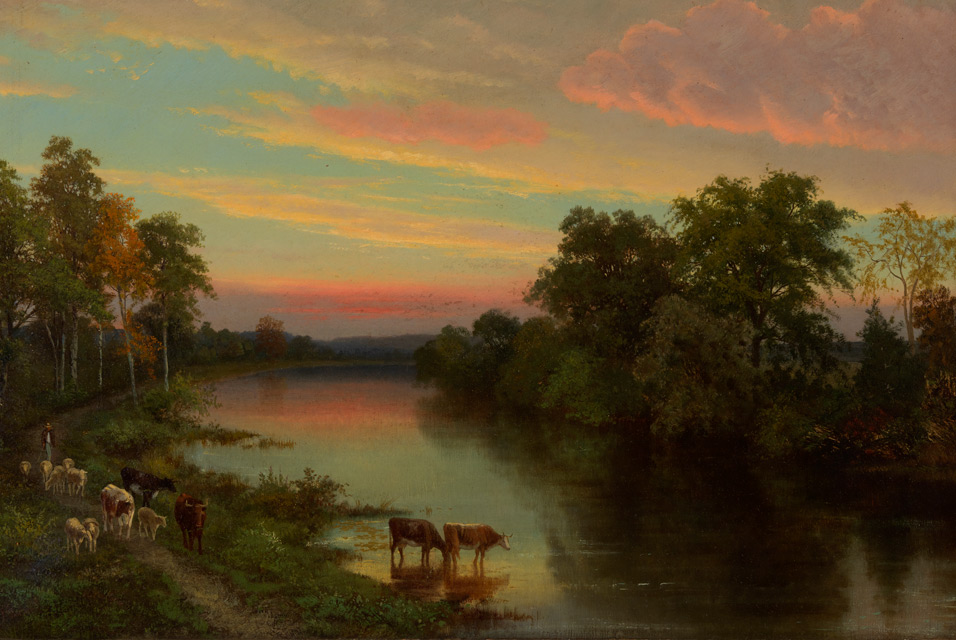